# بيتر مور (سياسي)
بيتر مور (بالإنجليزية: Peter Moore)‏ هو سياسي أسترالي، ولد في 9 مارس 1938 في أستراليا. حزبياً، نشط في Queensland Labor Party ‏. وقد انتخب عضو المجلس التشريعي ولاية كوينزلاند.